# Symposium de sculpture sur granit de Laongo
 (août 2023).

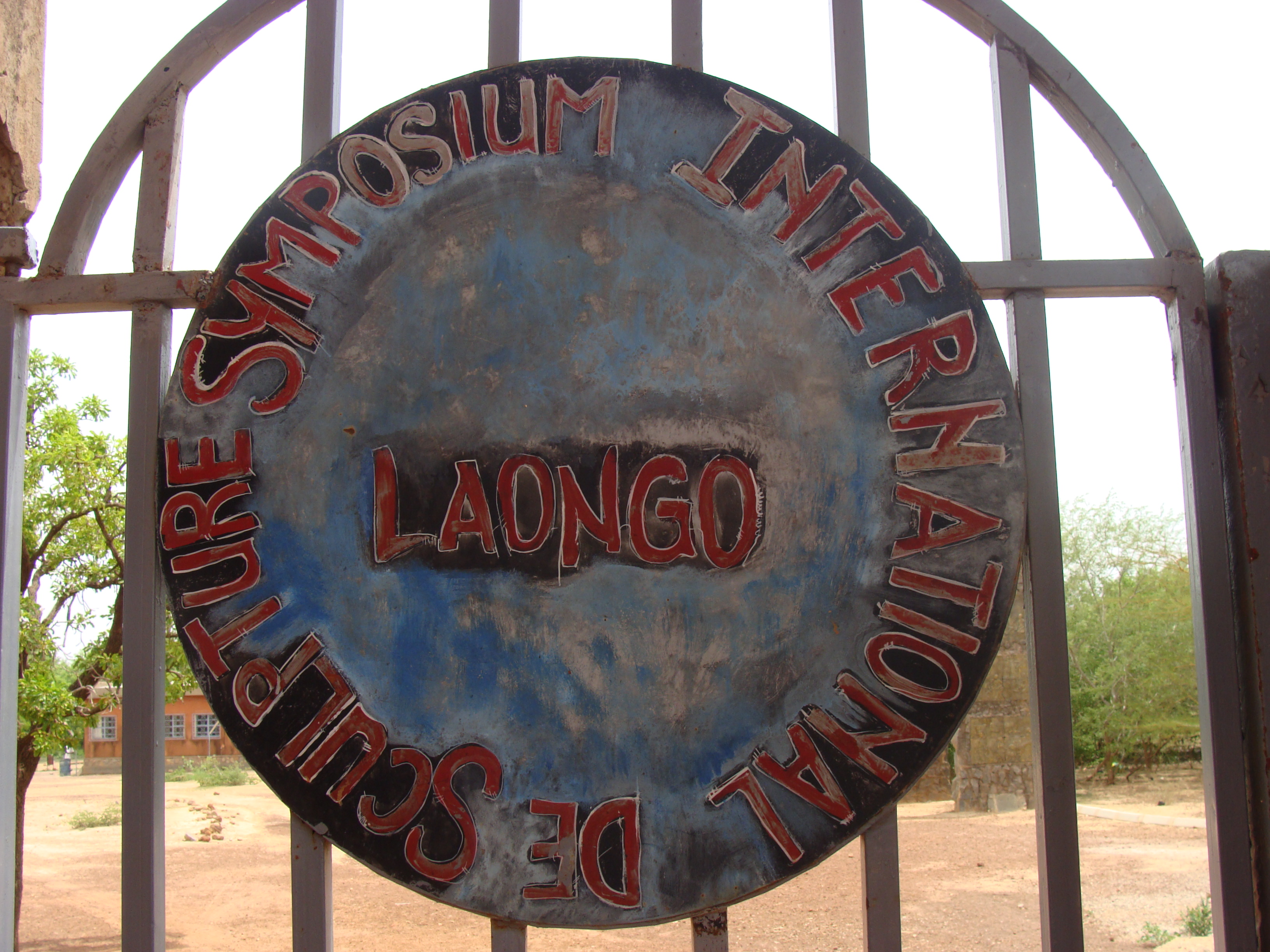
symposium

Le symposium de sculpture sur granit de Laongo est fondé en 1989 par le sculpteur burkinabè Ky Siriki. Il se déroule sur un site situé à environ 35 km de Ouagadougou, entre Ziniaré et Laongo-Yanga, dans la province d'Oubritenga. Les sculpteurs invités créent leurs œuvres en utilisant le granit du site. Certaines œuvres associent le granit local et d'autres matériaux comme le métal. La première itération du symposium biennal s’est ouvert le 13 janvier 1989 et a rassemblé 18 sculpteurs de 13 pays.
La dixième édition s’est déroulée sur vingt jours en mai 2012.